# Indiai kétezerrúpiás bankjegy
Az indiai ₹2000-s vagy kétezerrúpiás bankjegy az indiai rúpia legmagasabb értékű forgalomban lévő pénzjegye volt 2016 és 2023 között.

## Adatok
| Előlap | Hátlap | Méret       | Előlap                      | Hátlap                            | Gyártási évek | Jegyzet |
| ------ | ------ | ----------- | --------------------------- | --------------------------------- | ------------- | ------- |
|        |        | 166 × 66 mm | Mohandász Karamcsand Gandhi | Mars Orbiter Mission (Mangalyaan) | 2016-2017     | [ 1 ]   |

## Bankjegyek kivonása
A bankjegyekből legutolára 2017-ben nyomtattak, mivel elvileg a nemzeti bank ki szeretné vonni őket a forgalomból. 2020 márciusában még 2,74 milliárd ilyen bankjegy volt forgalomban, de egy évvel később csak 2,45 milliárd, majd 2022 márciusára csupán 2,14 milliárd ilyen bankjegy maradt a forgalomban. Mivel azonban az összes bankjegy száma nőtt, így a 2000-sek száma 2020-ban 2,4, 2021-ben 2,0 és 2022-ben 1,6%-a volt az összes bankjegynek.